# 4 pluviôse
4 nivôse 4 ventôse
Le quartidi 4 pluviôse, officiellement dénommé jour du perce-neige, est le 124e jour de l'année du calendrier républicain.
C'était généralement le 23e jour du mois de janvier dans le calendrier grégorien.